# Пашков, Борис Климентьевич
Бори́с Климе́нтьевич Пашко́в (21 июля 1891, Ермоловка, Пензенская губерния, Российская империя — 1 сентября 1970, Элиста, Калмыцкая АССР) — калмыцкий учёный, доктор филологических наук, профессор, директор Калмыцкого научно-исследовательского института языка, литературы и истории (1957—1959 гг.), заслуженный деятель науки РСФСР.

## Биография
Борис Клементьевич Пашков родился 21 июля 1891 году в деревне Ермоловка Пензенской губернии. Учился в духовном училище с 1902 года, затем — в Пензенской семинарии. В 1913 году поступил на маньчжурско-китайское и японско-китайское отделения Восточного института во Владивостоке. После окончания Восточного института в 1917 году Борис Клементьевич изучал монгольский и корейский языки.
С 1930 года Борис Пашков работал в Саратовском университете руководителем калмыцкого отделения. После перевода калмыцкого отделения в Астраханский педагогический институт Борис Пашков был назначен заведующим кафедрой калмыцкого языка и литературы. После депортации калмыков в декабре 1943 года кафедра калмыцкого языка и литературы была закрыта и Борис Пашков до 1957 года работал в Астраханском педагогическом институте. В 1957 году после восстановления Калмыцкой АССР Борис Пашков был назначен директором Калмыцкого научно-исследовательского института языка, литературы и истории, руководителем которого он был до 1959 года.
До 1964 года Борис Клементьевич Пашков работал на кафедре калмыцкого языка и литературы в Калмыцком педагогическом институте.
Похоронен на Введенском кладбище.

## Труды
- …Линь-Цинь-нань и его школа. — Иркутск : Власть труда, 1926. — 6 с. — (Отд. отт. из: Бюллетень / Всесоюз. науч. ассоц. востоковедения. Иркут. фил. ; № 1, с. 88—91).
- Основные этапы в развитии китайского языка. — Владивосток : изд-во Дальневост. ун-та, 1926. — 16 с. — (Труды Гос. Дальневост. ун-та. Сер. 6, вып. 1).
- Революция и язык в Китае // Революционный Восток. — 1927. — № 2. — С. 78—90.
- Вклад русских учёных в изучение маньчжурского языка и письменности // Краткие сообщения института востоковедения АН СССР. — 1956. — Вып. 18 : Языкознание. — С. 3—18.
- Иакинф Бичурин как филолог : крат. содерж. докл. // Вопросы истории. — 1958. — № 3. — С. 172—175.
- Древнейшие диалекты китайского языка и историческая давность пекинского наречия // Проблемы востоковедения. — 1960. — № 3. — С. 163—174.
- Маньчжурский язык. — М.: Вост. лит., 1963. — 68 с. — (Языки зарубежного Востока и Африки). — 1600 экз.